# Baschkirischer Sapowednik
Der Baschkirische Sapowednik (russisch Башкирский заповедник) ist ein Naturreservat im zentralen Bereich des Südural. Im Naturschutzgebiet gibt es zwischen den westlichen Hängen des Urals und dem Fluss Kaga bewaldete Berghänge und einen Übergang zwischen dem Wald im Gebirge und einem Steppenwald. Das Gebiet ist im Rajon Bursjansky von Baschkortostan gelegen.

## Topographie
Das Naturschutzgebiet ist im Norden durch den Kaga und im Osten durch die südlichen Ausläufer des Urals abgegrenzt. Im Süden begrenzt der Fluss Uzyan das Gebiet, im Westen die Kraków Berge. Die Spitzen vieler Bergkämme sind mit Wald bedeckt. Wälder gibt es vor allem auf den Berghängen im Osten, im flacheren Bereich gibt es vor allem Steppen und Wiesen.

## Klima und Ökoregion
Das Naturschutzgebiet liegt am südlichen Ende der WWF-Ökoregion „Bergtaiga und -tundra des Urals“. Diese Zone ist der Treffpunkt der asiatischen und europäischen Vegetationszonen.
Das Klima der Region ist in der Effektiven Klimaklassifikation mit Dfc, also borealem Nadelwaldklima beschrieben. Für dieses Klima sind große Temperaturspannen, sowohl im Laufe eines Jahres, als auch im Laufe des Tages charakteristisch. Die Sommer sind kühl, die Winter kalt. Der Niederschlag bleibt das Jahr über relativ gleich.

## Flora und Fauna

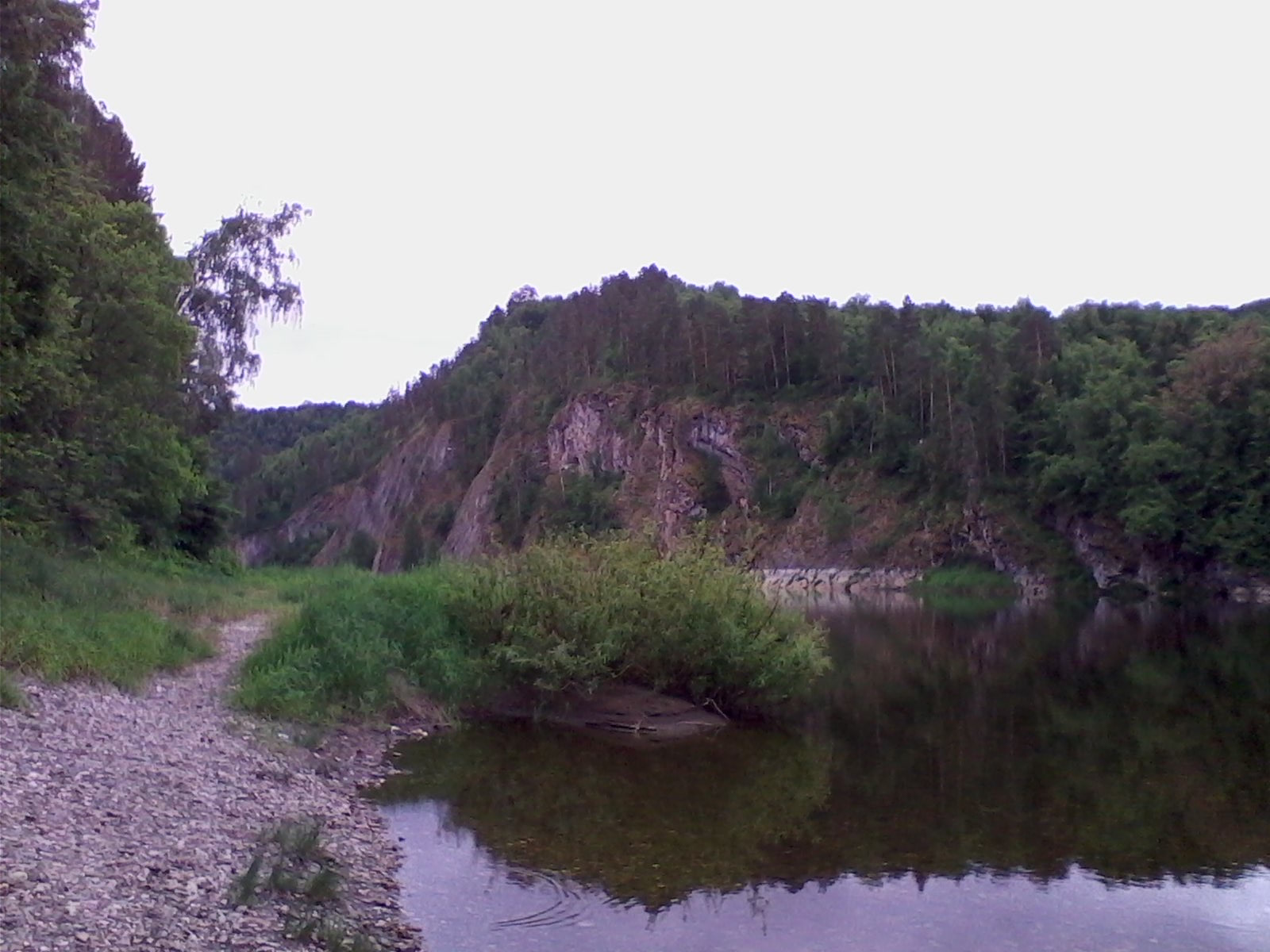
Ein See im Naturschutzgebiet

Durch seine Position am Treffpunkt mehrerer Ökoregionen ist die Biodiversität im Naturschutzgebiet sehr hoch. Es gibt sowohl sibirische, europäische, zentralasiatische und arktische Vegetationstypen. Boreale Wälder mit Kiefern und Lärchen bedecken etwa 80 % des Gebiets, einige Teile sind auch mit Birken bedeckt. Entlang des Flusses gibt es einige Erlen- und Weidenwälder. Im Naturschutzgebiet gibt es 812 Gefäßpflanzen, 95 Algenarten, 42 Pilzarten, 322 Flechten und 124 Moose. Im Naturschutzgebiet sind für die Wälder des Südurals typische Tiere anzufinden. Dazu zählen Braunbären, Eichhörnchen, Luchse und Raufußhühner. Im Park wurden 275 Wirbeltierarten, 17 Fischarten, drei Amphibien, 6 Reptile, 196 Vogelarten und 53 verschiedene Säugetiere gezählt. In den schnellen und kalten Flussströmen können Forellen leben.

## Verwaltung
Im Naturschutzgebiet gibt es ein Naturkundemuseum, Besuche des Gebietes selbst erfordern jedoch eine Genehmigung durch die Verwaltung. Mit Führern kann eine Reihe von Tourrouten begangen werden.